# Gestreepte woudaap
De gestreepte woudaap (Botaurus involucris, synoniem: Ixobrychus involucris) is een vogel uit de familie Ardeidae (reigers en roerdompen).

## Verspreiding en leefgebied
Deze soort komt voor van Colombia tot Suriname, zuidelijk Bolivia en zuidelijk Brazilië tot centraal Chili en centraal Argentinië.